# 후르리어
후르리어(Hurrian)는 고대 북서 메소포타미아의 미탄니에 분포하던 후르리인이 쓰던 사멸 언어이다. 그리고 적어도 시리아에 후르리인이 정착한 초기에는 사용되었다.

## 분류
후르리어는 우라르투어와 함께 후르리우라르투어족을 형성한다. 일부 학자들은 후르리어와 북동캅카스어족의 유사성을 바탕으로 후르리어를 알라로디아어족으로 분류하기도 한다. 주장되는 음운론적 대응은 다음과 같다.
PEC *l- > 후르리어 t-, PEC *-dl- > 후르리어 -r- (Diakonoff & Starostin).

## 역사
언어의 초기 연구는 전적으로, 1887년에 발견된 미탄니 편지에 기초하였다. 후르리-우라르투 관계는 1890년 사이스(Sayce)와 젠센(Jensen)에 의해 인식되었다.
1910년대에 보가즈쾨이와 1930년대 우가리트에서 발견된 점토판 덕분에 후르리어에 대한 새로운 관심이 생겨나게 되었다. 1941년에는 후르리어 문법이 출판되었다. 1980년대에 실와-테슙에서 나온 누지 자료가 G. 윌헬름에 의해 편집되었다.

## 방언
기원전 2000년경 후르리인들은 아카드어 설형문자를 채용하여 자신들의 언어에 적용하였다. 이것이 학자들로 하여금 후르리어를 읽을 수 있게 하였다. 발굴된 후르리어 문헌은 아직 적다. 그것들은 수메르어 로고그램을 사용하는데 그 후르리어 발음은 알려지지 않았다. 따라서 후르리어의 이해는 아직 완전하지 않다.

## 후르리어 문학
후르리어로 된 문헌이 하투샤, 우가리트(라스사마라)와 사피누와에서 발굴되었다. 또한 아르마나 편지 중 하나가 후르리어로 되어 있으며 미탄니의 왕 투쉬라타가 파라오 아멘호텝 3세에게 보낸 것이다. 그것은 1983년 하투샤에서 후르리어 점토판 수집품이 발견될 때까지는 유일하게 알려진 장문의 후르리어 문헌이었다.

## 같이 보기
- 후르리인
- 후르리우라르투어족